# Philipp Fürst
Philipp Fürst (n. 8 noiembrie 1936, Ludwigshafen am Rhein, Germania – d. 6 noiembrie 2014, Ludwigshafen am Rhein, Germania) a fost un gimnast ce a reprezentat Germania, medaliat olimpic. A participat la 2 ediții ale Jocurilor Olimpice (1960, 1964) în care a câștigat o medalie de bronz.